# تاريخ برمودا

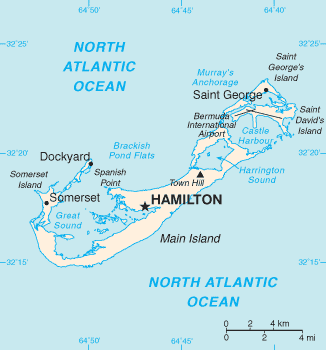
خريطة جزيرة برمودا

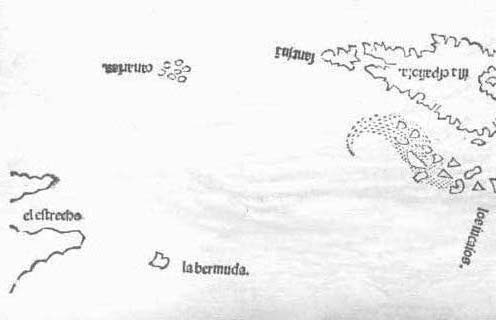
أول خريطة جزيرة برمودا في عام 1511 ، التي أدلى بها بطرس الشهيد د'Anghiera في كتابه Legatio Babylonica

اكتشف خوان دي بيرموديز برمودا في عام 1505. تظهر الجزيرة باسم «لا برمودا» في بيتر مارتير ليغاتيو بابيليكا (1511). عاد بيرموديز مرة أخرى في 1515، مع أوفليدو أو فاليدو. وسجل أوفيدو من الزيارة الثانية (نشرت في 1526) سجلات أنهم لم يحاولوا الهبوط بسبب الطقس.

## الاكتشاف الأولي
في عام 1609، أبحر السير جورج سومرز على متن فينتيور البحر، الرائد الجديد لشركة فيرجينيا، مما أدى إلى أسطول من تسع سفن، محملة بالأحكام والمستوطنين لمستعمرة جيمس تاون الإنجليزية الجديدة في ولاية فرجينيا. تم القبض على الأسطول في عاصفة، وفصل البحر فينتيور وبدأت في فلوندر. وعندما تم رصد الشعاب المرجانية في شرق برمودا، كانت السفينة مدفوعة عمدا لمنعها من الغرق، مما أدى إلى إنقاذ جميع الركاب (150 بحارا ومستوطنا، وكلب واحد). أمضى الناجون عشرة أشهر في برمودا. وفقدت عدة في البحر عندما تم تزوير قارب طويل في البحر فينتيور مع الصاري وإرسالها بحثا عن جامستون. ولم يسبق له مثيل ولا طاقمها مرة أخرى. أما الباقي فقد شيدت سفينتين جديدتين: السفينة «ديليفيرانس»، إلى حد كبير من المواد التي تم تجريدها من «فينشر» (التي تجلس جافة وجافة على الشعاب المرجانية، وما زالت تحتجز في عام 1612 - استخدمت أسلحتها لتسليح حصن) الصبر. وهذا الأخير كان ضروريا من قبل مخازن الأغذية التي بدأ الناجون في جمعها وتخزينها في برمودا، والتي لا يمكن استيعابها على متن السفينة. وقد بنيت بالكامل تقريبا من مواد مصدرها الجزر. عندما اكملت سفينتين جديدتين، أبحر معظم الناجين، واستكملوا رحلتهم إلى جيمس تاون.

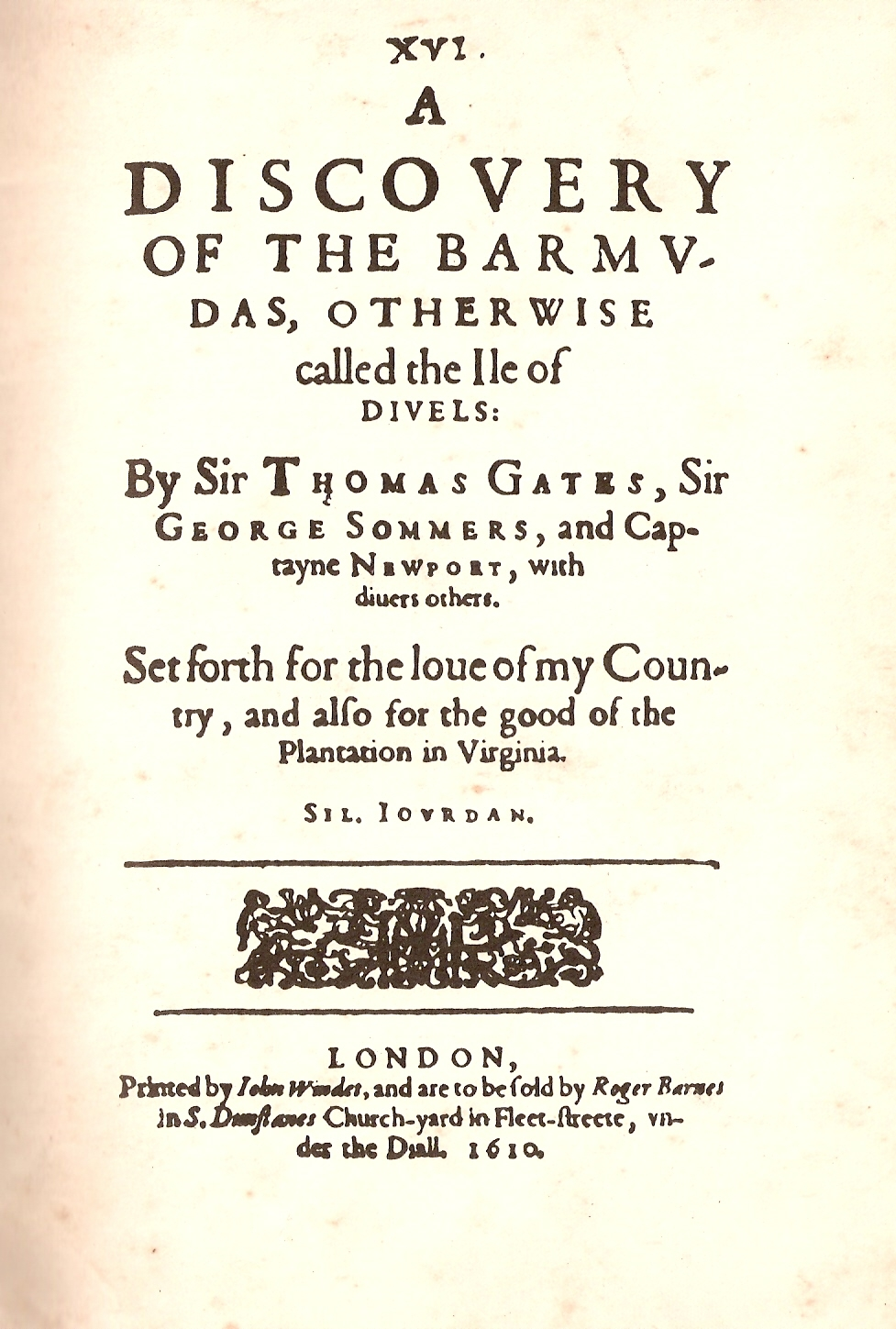
سيلفستر Jordain "اكتشاف Barmudas"

لقد وصلوا إلى هناك فقط للعثور على سكان المستعمرة التي إبادتها تقريبا من وقت تجويع، الذي ترك 60 فقط الناجين من أصل 500 الذين سبقوا لهم، ومعظم هؤلاء الناجين كانوا مريض أو يموتون. كان الطعام الناجين من مشروع فينشر في البحر جلبوا معهم غير كاف إلى حد بعيد، ويبدو أن المستعمرة غير قابلة للحياة. وقد تقرر التخلي عنها، والعودة إلى إنجلترا. وعلى متن السفينة، منعوا من القيام بعملية الإجلاء هذه من خلال وصول أسطول إغاثة آخر في الوقت المناسب، يحمل الحاكم اللورد دي لا وار، من بين آخرين. وكان الناجون من البحر قد جلبوا لحم الخنزير من الخنازير التي تم العثور على البرية في الجزيرة، والتي كان من المفترض أن تركت من قبل الزوار السابقين. وأدى ذلك إلى أن يشير مستعمرو جامستون إلى «برمودا هوجس» كشكل من أشكال العملة. عاد سومرز إلى برمودا مع الصبر للحصول على المزيد من الإمدادات الغذائية، ولكن مات هناك من سورفيت لحم الخنزير. عاد الصبر، الذي كان يقوده ابن أخيه، ماثيو سومرز، إلى إنجلترا بدلا من فيرجينيا. غادر سومرز ثلاثة متطوعين - كارتر، شارد ووترز - خلفهم في برمودا (اثنان عندما غادر ديليفيرانس وباشينس، والثالث بعد عودة باشينس) للحفاظ على مطالبة الجزيرة للغة الإنجليزية، وترك شركة فيرجينيا في حوزة الجزيرة. ونتيجة لذلك، ظلت برمودا مأهولة بالسكان منذ أن دمرت سفينة البحر، وتدعي أصلها من ذلك التاريخ، وليس التسوية الرسمية لعام 1612.

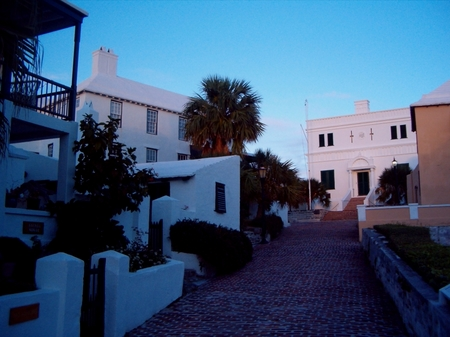
في بيت الدولة ، المبنى الذي يضم النواب من 1620 حتى 1815

وعاد إلى جسده (الذي كان قد تم اختلاطه في برميل) في مدينة سوميرس، ليم ريجيس، في دورست، عن طريق كوب، وهو الكسر الرائع الذي يحمي ميناء المدينة. بيد أن قلبه ترك دفنه فيما يعرف لاحقا باسم «جزر سوميرز». بعد الوصول إلى إنجلترا، أثارت تقارير الناجين من المشروع البحري اهتماما كبيرا ببرمودا. ونشرت حسابات اثنين من الناجين، ويليام ستراتشي وسيلفستر جوردين. بعد عامين، في 1612، تم تمديد الميثاق الملكي للشركة فرجينيا رسميا لتشمل الجزيرة، وأرسلت حزب من 60 مستوطنا، تحت قيادة السير ريتشارد مور، أول حاكم الجزيرة. وانضم إلى الرجال الثلاثة الذين تركهم وراءهم المخلص والصبر (الذين كانوا قد أقاموا في جزيرة سميث)، وأنشأوا وشرعوا في بناء مدينة سانت جورج. 
وقد صمدت برمودا طوال العقود السبعة التالية لتطوير اقتصاد قابل للبقاء. في عام 1615، منح الملك جيمس الأول ميثاقا لشركة جديدة، وهي شركة جزر سومرز، التي شكلها نفس المساهمين، والتي تديرها شركة «فرجينيا»، التي عثرت على مستعمرة غير مربحة، وسلمت إدارتها لفترة وجيزة إلى التاج في 1614. وفي العام التالي، 1615، حتى حلت في 1684 (تم حل شركة فيرجينيا نفسها بعد إلغاء ميثاقها في 1624). وقدمت حكومة تمثيلية إلى برمودا في عام 1620، عندما عقد مجلس النواب دورته الأولى، وأصبح مستعمرة ذاتيا.

## مستعمرة مبكرة

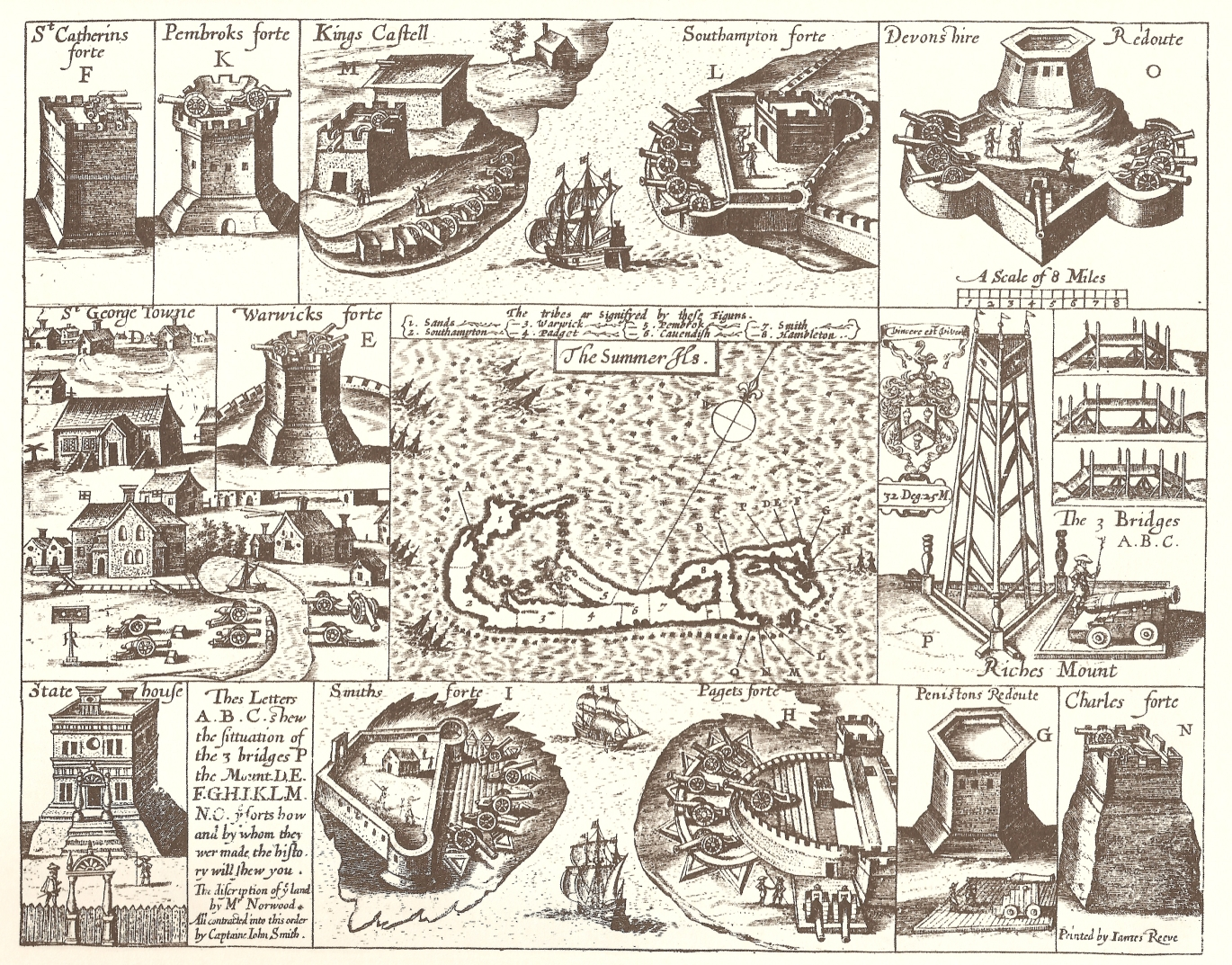
الكابتن جون سميث 1624 خريطة جزر سومرز (برمودا) ، والتي تبين سانت جورج تاون وذات التحصينات، بما في ذلك القلعة جزر التحصينات.

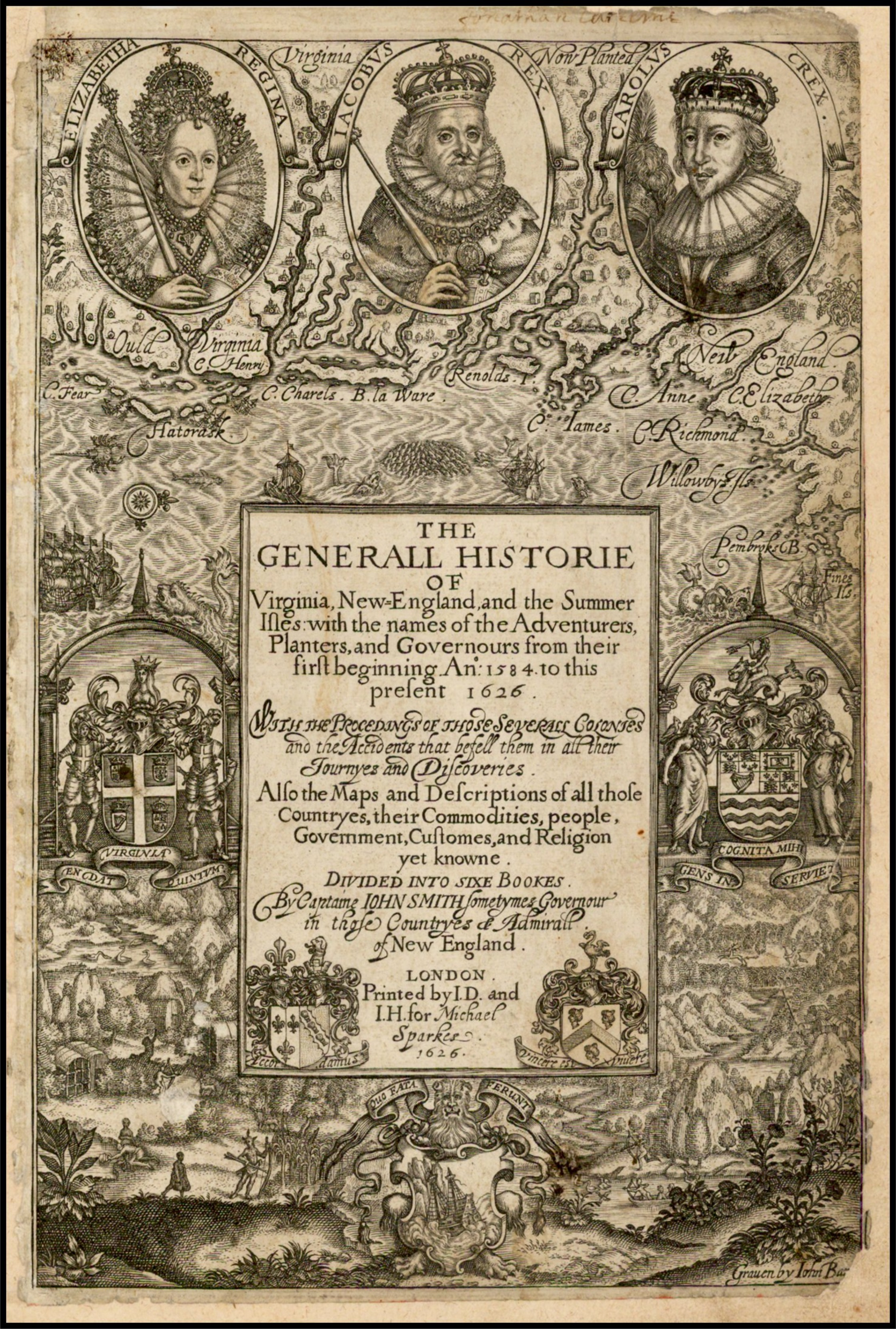
جون سميث كتب واحدة من أول تاريخها برمودا (بالتنسيق مع فرجينيا ونيو انغلاند).

وقد قسمت برمودا إلى تسعة مجالات إدارية متساوية الحجم. وتضم هذه المناطق أرضا عامة واحدة (تعرف اليوم باسم سانت جورج) وثمانية «قبائل» (تعرف اليوم باسم «الرعايا»). هذه «القبائل» كانت مناطق من الأراضي مقسمة إلى «المغامرين» (المستثمرين) من الشركة - ديفونشير، هاميلتون، باجيت، بيمبروك، سانديز، سميث، ساوثامبتون ووارويك (حتى الآن، وهذا استخدام كلمة «القبائل» هو فريدة من نوعها لمثال برمودا).
في البداية، نمت مستعمرة التبغ كمحصولها الوحيد. وأوصت الشركة بشكل متكرر بمزيد من التنوع، ليس فقط بسبب المخاطر التي ينطوي عليها اقتصاد المحاصيل الواحدة، ولكن أيضا لأن التبغ المزروع في برمودا كان منخفضا بشكل خاص (كانت الشركة غالبا ما تضطر إلى حرق الإمدادات التي وصلت إلى إنجلترا). وسوف يستغرق برمودا بعض الوقت للابتعاد عن هذا، خاصة وأن التبغ هو الشكل الرئيسي للعملة. 
ولم تكن الزراعة تجارة مربحة للبرموديين على أية حال. وكانت مساحة الأراضي المزروعة صغيرة جدا (خاصة بالمقارنة مع الأراضي الممنوحة للمستوطنين في ولاية فرجينيا)، ولا يمكن السماح للمجالس بالاستلقاء، وحاول المزارعون إنتاج ثلاث محاصيل كل عام. وسرعان ما تحول سكان الجزر إلى بناء السفن والتجارة البحرية، ولكن الشركة، التي اكتسبت أرباحها فقط من الأراضي المزروعة، منعت بناء أي سفن دون ترخيصها. وسيؤدي تدخلها في سبل معيشة البرموديين إلى حلها في عام 1684.

### الحرب الأهلية
في عام 1649، اندلعت الحرب الأهلية الإنجليزية وقتل الملك تشارلز الأول في وايت هول، لندن. وفي برمودا، أدت التوترات ذات الصلة إلى نشوب حرب أهلية؛ أنهت الميليشيات. وقد طورت غالبية المستعمرين إحساسا قويا بتفاني التاج. تم دفع المنشقين، مثل البيوريتانيين والمستقلين، لتسوية جزر البهاما تحت ويليام سايل (المغامرون الإيلوثيران). غير أن برمودا وفرجينيا، فضلا عن أنتيغوا وبربادوس، كانتا من موضوعات قانون البرلمان المجاور الذي كان فعلا إعلان حرب عليها. بعنوان قانون يحظر التجارة مع باربادوس، فرجينيا، برمودا أنتيغوا، فإنه ينص على أن العقاب الواجب أن يكون قد ارتكب على الجانيين المذكورين، لا تعلن كل وجميع الأشخاص المذكورين في باربدا، أنتيغوا، وبربودا وفيرجينيا، التي كانت مفتعلة أو تحريضهم أو مساعدتهم أو مساعدتهم على تلك التمرد البشعة، أو منذ ذلك الحين، طاعون لهم عن طيب خاطر، وأن يكونوا صائمين وصائمين شائعين، كما هو الحال بموجب قانون الأمم، لا يسمح لأي شخص من رجال التجارة أو الاتجار بالأشخاص بأي شكل كان؛ ولا يحظر على كل إنسان الأشخاص، أو الغريبة، أو غيرهم، كل رجل التجارة والاتجار والمراسلات على الإطلاق، أن يستخدم أو يحتجز مع المتمردين المذكورين في باربادا، وبرمودا، وفرجينيا وأنتيغو، أو أي منهما. جميع السفن التي التجارة مع المتمردين قد يفاجأ. السلع والتصدي لهذه السفن لا يمكن أن يكون إمبزيلد، حتى الحكم في الأميرالية. اثنين أو ثلاثة من ضباط كل سفينة ليتم فحصها بعد اليمين.
كما هددت المستعمرات الملكية بالغزو. وقد توصلت حكومة برمودا في نهاية المطاف إلى اتفاق مع البرلمانيين في إنكلترا الذي ادى ترك الوضع الراهن في برمودا.

### الرق والعبودية في برمودا القرن السابع عشر
وقد تم جلب الرقيق الأول إلى برمودا بعد وقت قصير من إنشاء المستعمرة. وعلى الرغم من ذلك، فإن اقتصاد برمودا الزراعي في القرن السابع عشر لم يصبح معتمدا على الرق. وخلافا لاقتصادات المزارع التي تطورت في المستعمرات الإنجليزية في المنطقة الجنوبية الشرقية من أمريكا الشمالية وفي جزر الهند الغربية، فإن نظام الاستعباد المؤقت، الذي استمر في برمودا حتى عام 1684، كفل قدرا كبيرا من العمالة الرخيصة. ونتيجة لذلك، ظل السكان الأنجلو ساكسون البيض في برمودا الأغلبية في القرن الثامن عشر على الرغم من التدفق المستمر من أمريكا اللاتينية والسود الأفريقي، الأمريكيين الأصليين، الايرلندية والاسكتلنديين. كان أول السود الذين يأتون إلى برمودا في أعدادهم من الهنود الغربيين الذين هاجروا من أراضي مأخوذة من إسبانيا. وعملوا تحت سبع سنوات، كما فعل معظم المستوطنين الإنجليز، لسداد الشركة مقابل تكلفة نقلهم. ومع ذلك، ومع ازدياد حجم السكان السود، بذلت محاولات كثيرة لتخفيضها. وقد تم رفع شروط البدن للسود على التوالي إلى 99 عاما. ووصل العديد من العبيد السود الذين وصلوا إلى برمودا كجزء من الشحنات التي استولى عليها عمال برموديون.
اويمكن الحصول على العبيد عن طريق البيع أو الشراء، وديون المزاد، والاستيلاء القانوني أو بالهدية. وكان سعر العبد يعتمد على الطلب. خلال القرن السابع عشر بيع الأطفال السود ل 8 £، والنساء من 10 £ إلى 20 جنيه استرليني، وقوية الجسم الأسود والهنود الرجال لحوالي 26 £. ولم يقبل السود والهنود أبدا طوعا وضعهم كعبيد واستولوا على أي فرصة متاحة للهروب أو التمرد. لم يكن من السهل الهرب بسبب حجم الجزيرة وأقرب أرضها التي تبعد أكثر من 700 ميل (1100 كم) بعيدا، ولكن لا يزال العبيد هربانين من أسيادهم ومختبأين في الكهوف على طول ساحل برمودا. سعى آخرون إلى مؤامرة ضد أسيادهم. وقعت واحدة من هذه المؤامرة في عام 1656 عندما تآمر عشرة رجال أسود، بقيادة ويليام فورس، رجل أسود حر، لقتل سادة الإنجليزية. ومع وصول الليل المعين للانتفاضة، فقد اثنان من العبيد أعصابهما وأفادوا بالتآمر للسلطات. تم تقريب المتآمرين ومحاكمتهم من قبل المحكمة العسكرية. وعلق اثنان منها وأرسلت القوة فيما بعد إلى جزر البهاما مع معظم السود الحرين الآخرين في الجزيرة. في 1673 15 تآمر السود لقتل أسيادهم. مرة أخرى، فقد أحد المتآمرين عصبته وأفاد بالتآمر. وحصل على حريته، ووصفت خمسة، وكان أنوفهم شق، وكان جلد قبل أن يعدم. تم وصف المتآمرين الآخرين والجلد. وأسفرت هذه المؤامرة في عام 1674 عن إقرار قوانين أكثر صرامة تؤثر على حرية العبيد في التنقل. وعثر على عبيد من عقاره دون تذكرة من صاحبه يمكن ضربه بقضيب أو سوط. وستؤدي الجريمة الثانية إلى قطع الأذن. وأدى المخالف للمرة الثالثة إلى تعرضه للجلد حتى كسر الجلد وسمته.
حاولت الحكومة المحلية تشريع هجرة أحرار السود ، وأثناء الحرب، مع ندرة الإمدادات الغذائية، اعتبرت وطنية لتصدير الخيول والعبيد. وكان أول عبيدين جلبا إلى الجزيرة، وهما من السود الأمريكيين الأصليين، قد سعى للحصول على مهاراتهم في الغوص اللؤلؤ، ولكن ثبت أن برمودا ليس لها اللؤلؤ. كما تم جلب العبيد مباشرة من أفريقيا، وأعداد كبيرة من أمريكا الشمالية، وخاصة من نيو إنغلاند، حيث كانت الشعوب الغونكوية المختلفة تقع ضحية للتوسع في اللغة الإنجليزية. جلب العبيد الأمريكيين الأصليين بأعداد كبيرة ربما من المكسيك. ويذكر أن العبيد الأمريكيين الأصليين كانوا يفضلون خدم المنازل لأنهم ثبت أنهم أقل قلقا من العبيد السود والعمال الأيرلنديين الذين كانوا يثيران باستمرار التمرد.
وكانت برمودا قد اتجهت بالفعل نحو الجانب الملكي في الحرب الأهلية الإنجليزية، ولكنها نجت إلى حد كبير من آثار الصراع، وبعد انتصار القوات البرلمانية. ومع ذلك، في 1650s، بعد مغامرات كرومويل في ايرلندا، ومحاولته لإجبار حمايته على اسكتلندا المستقلة، أسرى الحرب والمدنيين الأيرلنديين، وأعداد أقل من السجناء الاسكتلنديين، كما تم إرسالها إلى برمودا.
وقد استخدم السائدون الإنجليز في أيرلندا الهجرة القسرية كوسيلة لتهدئة آيرلندا منذ بداية القرن، ولكن الغزو الكرومويل أعطى تهوية لمحرقة في أيرلندا. بين 1641 و 1652، قتل أكثر من 550,000 الايرلنديين من قبل الإنجليز. أجبر 000 300 شخص على الاسترقاق، وسقط سكان أيرلندا من أيرلندا من 000 466 1 إلى 000 616 شخص. وفي الفترة ما بين 1652 و 1659، أرسل 50 ألف رجل ونساء وأطفال ايرلنديين إلى جزر الهند الغربية وفرجينيا وبرمودا.
غير أنه بعد الكشف عن انقلاب قام به العمال الأيرلنديون والعبيد السود، تم منع مزيد من هجرة الموظفين الأيرلنديين. وستحظر تجارة الرقيق في برمودا في عام 1807، وأطلق سراح جميع العبيد في عام 1834. وفي نهاية القرن السابع عشر، كان البيض يشكلون غالبية سكان برمودا. وكان السود والأمريكيون الأصليون أقليات صغيرة. ومع ذلك، فقد جمعوا بين الأيرلنديين والاسكتلنديين، ولا جزء صغير من خط اللغة الإنجليزية الأبيض، الذي وصف بأنه مجموعة ديموغرافية واحدة بعد قرن من الزمان، مع تقسيم سكان برمودا إلى برموديين أبيض وأسود. كما هاجر 10,000 البرموديين، قبل الاستقلال الأمريكي، ومعظمهم من البيض، وهذا ترك السود بأغلبية طفيفة. وقد عوضت الهجرة البرتغالية، التي بدأت بحمولة من عائلات ماديران في الأربعينيات من القرن العشرين، الهجرة المستمرة من جزر الهند الغربية التي بدأت في نهاية القرن التاسع عشر. واليوم، يوصف حوالي 60٪ من البرموديين بأنهم من أصل أفريقي، على الرغم من أن العديد منهم قد يكون لديهم أصول أوروبية أكبر، ويمكن لجميع البرموديين تقريبا العثور بسهولة على أسلاف وأقارب من أصول أفريقية أو أوروبية.
كما أصبحت صناعة برمودا الأولية البحرية، بعد إزالة 1684 من العوائق التي وضعتها شركة جزر سوميرس، فإن معظم العبيد برمودا عملت في بناء السفن والبحرية، أو، في حالة الأكثر مؤسفا، في الاستيلاء على الملح في جزر تركس.

## برمودا، الملح، وجزر تركس
وبعد القضاء على سكانها الأصليين من قبل السلافرة الإسبانية، لم تكن جزر تركس أو جزر السلط مستعمرة بالكامل حتى عام 1681، عندما قام جامعو الملح من برمودا ببناء أول مستوطنة دائمة في جزيرة ترك الكبرى. وقد تم سحب جامعي الملح من المياه الضحلة حول الجزر التي جعلت من استخراج الملح عملية أسهل بكثير مما كانت عليه في برمودا. وقد احتلوا الأتراك فقط موسميا، لمدة ستة أشهر في السنة، ومع ذلك، عادوا إلى برمودا عندما لم يعد من الممكن أن تذوب الملح. وقد أرسى استعمارهم الهيمنة الإنجليزية (لاحقا، البريطانية) للأرخبيل الذي استمر حتى يومنا هذا. دمر البرموديون الموئل المحلي من أجل تطوير صناعة الملح التي أصبحت الدعامة المركزية للاقتصاد برمودا، مما أدى إلى سقوط أعداد هائلة من الأشجار لثني الأمطار التي من شأنها أن تؤثر سلبا على عملهم. ولم يتم بعد إصلاح هذه إزالة الغابات، وهي مقدمة من إزالة الغابات في برمودا عن طريق بناء السفن قبل قرن من الزهرة. تم بيع معظم الملح الملغوم في جزر تركس وكايكوس من خلال المنازل التجارية البرمودي على الساحل الأمريكي، بما في ذلك في نيو إنغلاند ونيوفاوندلاند حيث كان يستخدم للحفاظ على سمك القد. وقامت السفن البرمودية بنقل سمك القد المملح على عودتهم إلى برمودا، مما جعلها جزءا تقليديا من النظام الغذائي البرمودي (على الأقل في أيام الأحد).
قضت برمودا جزءا كبيرا من القرن الثامن عشر في معركة قانونية مطولة مع جزر البهاما (التي كانت قد استعمرها البرموديون في عام 1647) فوق جزر تركس. وبموجب القانون البريطاني، لا يمكن لأي مستعمرة أن تحتفظ بمستعمرات خاصة بها. ولم تعترف بريطانيا بجزر تركس إما كمستعمرة في حد ذاتها أو كجزء من برمودا. وكانوا محتجزين، مثل الأنهار في بريطانيا، للاستخدام المشترك. ونتيجة لذلك، كان هناك قدر كبير من الاضطرابات السياسية التي تحيط بملكية الأتراك (وكايكوس).
وعندما استولى البهاميون على جزر برمودا في عام 1701، كان رد حاكم برمودا بينيت بإصدار رسائل إلى شركة بيرموديان بريفاتيرز. في عام 1706، أطاحت القوات الإسبانية والفرنسية برموديين، ولكن طردوا أنفسهم بعد ثلاث سنوات من قبل برمودي خاص تحت قيادة الكابتن لويس ميدلتون في ما ربما كان العملية العسكرية المستقلة الوحيدة في برمودا. هاجمت سفينته، روز، إسباني وفرنسي خاص يحمل سفينة إنجليزية أسيرة. هزيمة اثنين من سفن العدو، وروز ثم طرد حامية من ثلاثين رجل غادر من قبل الاسبانية والفرنسية.
بدأ الصراع مع جزر البهاما بجدية في عام 1766، عندما كتب ممثل الملك في جزر البهاما، السيد سيمر، على سلطته الخاصة، الدستور الذي شرع للبرموديين على الأتراك والضرائب عليها. وأصدر وزير الدولة، اللورد هيلزبورو، للتاج، أوامر بأن أنشطة برمودا على الأتراك لا ينبغي أن تعرقل أو تقيد بأي شكل من الأشكال. ونتيجة لهذا النظام، تم حل دستور سيمر. عين البرموديون على الأتراك مفوضين ليحكموا أنفسهم، بموافقة الوكيل المحلي للملك. ووضعوا لوائح للحكم الصالح، ولكن حاكم جزر البهاما، وليام شيرلي، وضع لوائحه الخاصة للأتراك وأمر بأن لا أحد يستطيع أن يعمل في ملاحق لم يوقع على لوائحه.
وفي أعقاب ذلك، ألقي القبض على راكر وتم ضبط مقالي الملح وقسمته بالقوة. حاولت حكومة جزر البهاما تعيين السلطات القضائية للأتراك في 1768، ولكن هذه رفضت من قبل البرموديين. وفي عام 1773، أصدرت حكومة جزر البهاما عملا يحاول فرض ضريبة على الملح المنتج في الأتراك، لكن البرموديين رفضوا دفعه. وفي عام 1774، مرر البهاميون قانونا آخر مشابها، وقدموا ذلك لاتفاق التاج. أصدر التاج هذا العمل إلى حكومة برمودا التي اعترضت عليه، والتي رفضت ولاية البهاما على الأتراك. ورفض التاج، نتيجة لذلك، الموافقة على القانون كما هو مطبق لتشمل الأتراك، وشكلت جزر البهاما، وليس في شكلها، في الشكل الذي تم فيه إقراره أخيرا. 
وظل البرموديون يخضعون لأنظمة الأتراك   الخاصة، بموافقة الوكيل الملكي، حتى عام 1780، عندما قدمت نسخة رسمية أكثر من تلك اللوائح للموافقة على التاج الذي أعطي. وتنص هذه اللوائح، التي صدرت كأمر ملكي، على أن جميع الرعايا البريطانيين لهم الحق في «حرق الحرية» وجمع الأملاح على الأتراك، شريطة أن تكون مطابقة للوائح التي رفضت صراحة الاختصاص البهامي على الأتراك. وعلى الرغم من هذا الإدعاء من قبل سلطة أعلى من حقهم في الإضرار بأنشطة برمودا على الأتراك، واصلت حكومة جزر البهاما مضايقات البرموديين (لا يثير الدهشة، نظرا لوكراتيفيس من تجارة الملح الأتراك). 
على الرغم من أن صناعة الملح التركى كانت إلى حد كبير الحفاظ على برمودا، كان ينظر إليه طوال القرن 17 كحق جميع الرعايا البريطانيين لاذعان هناك، وشاركت أعداد صغيرة من البهاميين. في عام 1783، كان الفرنسيون قد هبطوا قوة على ترك الكبرى التي لم تتمكن قوة بريطانية قوامها 100 رجل، تحت قيادة الكابتن هوراتيو نيلسون، من النزوح، ولكن تم سحبها قريبا.
وفي أعقاب ذلك، كان البهاميون بطيئين في العودة إلى الأتراك، في حين استأنف البرموديون بسرعة إنتاج الملح، فأرسلوا ستين إلى خمسة وسبعين سفينة إلى الأتراك كل عام، خلال الأشهر الستة التي يمكن فيها تجريف الملح. وقضى ما يقرب من ألف برمودي جزء من السنة على الأتراك العاملين في إنتاج الملح، وأصبحت الصناعة أكثر إنتاجية.
وفي الوقت نفسه، تتحمل جزر البهاما نفقات كبيرة في استيعاب اللاجئين الموالين من المستعمرات الأمريكية المستقلة الآن، وعادت إلى فكرة فرض ضرائب على مالكي الأتراك للحصول على الأموال اللازمة. وأمرت حكومة جزر البهاما بأن تحصل جميع السفن الملتزمة بالجزر التركية على ترخيص في ناسو أولا. رفض البرموديون القيام بذلك. وفي أعقاب ذلك، استولت سلطات جزر البهاما على برمودا سلوبس فريندشيب أند فاني في عام 1786. وبعد ذلك بوقت قصير، ضبطت ثلاث سفن برمودية في غراند كايكوس بقيمة 35 ألف دولار من السلع التي أنقذت من سفينة فرنسية. وقد أصبح العاملون الفرنسيون يشكلون خطرا على عمليات برمودا في المنطقة، في ذلك الوقت، ولكن البهاميين كانوا هم الأساسيين
أعادت حكومة جزر البهاما فرض ضريبة على الملح من الأتراك، وضمتها إلى جزر البهاما، وأنشأت مقعدا في البرلمان البهامي لتمثيلهم. ورفض البرموديون هذه الجهود أيضا، ولكن الضغط المستمر من جزر البهاما كان له أثر سلبي على صناعة الملح. وفي عام 1806، قطعت سلطات الجمارك في برمودا شوطا بعيدا نحو الاعتراف بضم جزر البهاما عندما توقفت عن السماح بالتبادل الحر بين الأتراك وبرمودا (وهذا أثر على العديد من البرموديين المستعبدين، الذين مثلوا الأحرار، احتلوا الأتراك فقط موسميا، وعادوا إلى منازلهم في برمودا بعد الانتهاء من العام قد انتهى).
في نفس العام، الفرنسية بالقراصنة هاجم الأتراك حرق السفن فرار كبيرة في الخلف، السفينة الشراعية. فإن مواطني جزر البهاما رفض مساعدة ، الأميرالية في جامايكا ادعى الأتراك كانوا خارج اختصاصها. اثنين من الأعاصير الأولى في آب / أغسطس 1813، والثانية في تشرين الأول / أكتوبر عام 1815، ودمرت أكثر من مائتي المباني كبيرة ملح المتاجر ؛ غرقت العديد من السفن. قبل عام 1815, الولايات المتحدة، العميل الرئيسي للأتراك الملح ، كانت في حالة حرب مع بريطانيا (وبالتالي برمودا) لمدة ثلاث سنوات ، وأنشأت مصادر أخرى من الملح.
مع الدمار الذي أحدثته العاصفة، وفقدان السوق، العديد من البرموديين التخلي عن الأتراك، وأولئك الباقين كانوا ذهول جدا أنهم رحبوا بزيارة حاكم جزر البهاما في عام 1819. الحكومة البريطانية في نهاية المطاف سيطرت سيطرة على جزر البهاما، والتي ظلت تركس وكايكوس جزءا حتى عام 1840.
على الرغم من ذلك، كان أحد راكبي الملح البرمودي، ماري برينس، يترك سجلا خطيرا لأنشطة برمودا هناك في تاريخ ماري برينس، وهو كتاب ساعد على دفع قضية إلغاء عقوبة الإعدام إلى تحرر العبيد عام 1834 في جميع أنحاء الإمبراطورية. 

## بناء السفن والاقتصاد البحري
بسبب الجزر المنعزلة ، لسنوات عديدة وظلت برمودا بؤرة استيطانية من القرن 17 البريطانية الحضارة ، مع اقتصاد قائم على استخدام جزر برمودا الارز (العرعر bermudiana) الأشجار لبناء السفن ، سكان برمودا' السيطرة على جزر تركس وتجارة الملح. خصوصا سيطرتها على الأتراك أصبحت مهددة برمودا البحارة أيضا على تنويع تجارتها تشمل أنشطة مثل صيد الحيتان وقرصنة.

### قرصنة
تحول البرموديون من اقتصادهم الزراعي الفاشل إلى البحر بعد حل عام 1684 لشركة جزر سوميرس. وكان المستعمرون يطبقون أنفسهم بالكامل على الحرف البحرية، ويطورون برمودا سلوب، التي كانت مناسبة تماما لكل من التجارة، وإلى ما مجموعه 21 ميلا مربعا (54 كيلومترا مربعا)، وبافتقارها إلى أي موارد طبيعية، بخلاف أرز برمودا . تحولت السفن التجارية البرمودي إلى القطاع الخاص في كل فرصة، خلال القرن ال 18، والاستيلاء على شحن اسبانيا وفرنسا ودول أخرى خلال سلسلة من الحروب. وعادة ما تركوا برمودا مع طواقم كبيرة جدا. وكانت هذه الميزة في القوى العاملة حيوية في الاستيلاء على سفن أكبر، والتي غالبا ما تفتقر إلى عدد كاف من أفراد الطاقم لوضع دفاع قوي. وكان أفراد الطاقم الإضافيون أيضا مفيدا كأطقم الجائزة لعودة السفن الملتقطة. على الرغم من الروابط الوثيقة مع المستعمرات الأمريكية (والمساعدات المادية المقدمة للمتمردين القاريين في شكل مائة برميل من البارود المسروق)، تحولت بريموديان القطاع الخاص كما بقوة على الشحن الأمريكية خلال حرب الاستقلال الأمريكية. وقد أعاد قائد البحرية الأمريكية، الذي أمر بأخذ سفينته من ميناء بوسطن للقضاء على زوج من سفن بيرموديان الخاصة، التي كانت تستقطب السفن التي غابتها البحرية الملكية، بالإحباط، قائلا إن البرموديين أبحروا سفينتين قدمتين لكل واحد من لنا. وكان الهجوم الوحيد على برمودا خلال الحرب نفذه اثنين من سلوبس نقيب من قبل زوج من الإخوة برموديان المولودين (أنها تضررت حصن وارتفعت بنادقها قبل التراجع). فاجأ كثيرا الأميركيين لاكتشاف أن طواقم العاملين في برمودا كانوا من العبيد السود، حيث أن برمودا قد فرضت تشريعات مفادها أن جزءا من جميع طواقم برمودا يجب أن يتألف من السود. في الواقع، عندما تم القبض على المنظم الخاص برمودا، تم العثور على جميع طاقمها تقريبا من العبيد السود. وعرضت السلطات في بوسطن لهؤلاء الرجال حريتهم، ولكن جميعهم 70 انتخبوا معاملة أسرى الحرب. أرسلت إلى نيويورك على سلوب دوكسوري، استولوا على السفينة وأبحرها مرة أخرى إلى برمودا. كانت الحرب الأمريكية في عام 1812 هي براموديان بريفاتيرينغ، التي توفيت بعد 1790s، ويرجع ذلك جزئيا إلى تراكم القاعدة البحرية في برمودا، مما أدى إلى خفض اعتماد الأميرالية على العاملين في غرب المحيط الأطلسي، وجزئيا إلى ناجحة والدعاوى القضائية الأمريكية، والمطالبة بالتعويض عن الأضرار التي يتعرض لها القطاع الخاص البريطاني، والتي كان جزء كبير منها موجه بشكل مباشر إلى البرموديين. خلال الحرب الأمريكية في عام 1812، كان برموديون الخاصين لالتقاط 298 سفينة (مجموع يلتقط من قبل جميع السفن البحرية والبحرية البريطانية بين البحيرات العظمى وجزر الهند الغربية كان 1593 السفن).

## برمودا وحرب الاستقلال الأمريكية
وكان من شأن الاستقلال الأمريكي أن يؤدي إلى تغييرات هائلة في برمودا. قبل الحرب، مع عدم وجود اليابسة أو الموارد الطبيعية المفيدة، تم تجاهل برمودا إلى حد كبير وتركها لأجهزتها من قبل حكومة لندن.
وهذا يضمن أن الأيدي التوجيهية على تشكيل مجتمع المستعمرة والاقتصاد كانت برمودا منها. وعلى الرغم من أن الحكومة البريطانية احتفظت بالسيطرة النظرية عن طريق الحاكم المعين، فإن السلطة الحقيقية في برمودا بقيت مع الأسر التجارية البرمودي الغنية التي هيمنت على الاقتصاد، وشغلت مقاعد مجلس النواب ومجلس الملكة الخاص، مع رئيس مجلس الملكة الخاص مما لا شك فيه أن البرمودي الذي يتمتع بأكبر قدر من السلطة السياسية.
وأدى نفس الافتقار إلى الفرص الاقتصادية داخل برمودا إلى تخلي سكان الجزر عن الزراعة بعد حل شركة جزر سومرز في عام 1684، وتحولوا بإخلاص نحو الأنشطة البحرية. لعبت برمودا أدوارا رئيسية في تسوية العالم الجديد، وخاصة المستعمرات الجنوبية لما سيصبح الولايات المتحدة الأمريكية. وأقامت الأسر التجارية في برمودا فروع في الموانئ على الساحل الأطلسي الأمريكي، واستخدمت شبكاتها الاجتماعية وأسطولها التجاري وسيطرتها على تجارة الملح (نتيجة لسيطرة برمودا بحكم الأمر الواقع على جزر تركس) لتحقيق مكانة رائدة في تجارة التاجر من خلال تلك الموانئ.
وقد قام البرموديون بتنويع اهتماماتهم على نطاق واسع، أينما كانوا يستطيعون الوصول إلى البحر. شارك في تسجيل الدخول في أمريكا الوسطى، والشحن التجاري بين مستعمرات أمريكا الشمالية وجزر الهند الغربية، وصيد الأسماك في البنوك الكبرى ("سمسم ممنوع من قبل قانون باليسر 1775), وكذلك صيد الحيتان والقرصنة.
وفي الوقت الذي أصبح فيه اقتصاد برمودا مهتما تماما بالبحر، أصبحت المستعمرة تعتمد على واردات الأغذية من أمريكا الشمالية.
وكان العامل الرئيسي في تطوير شبكة برمودا التجارية عبر الأمريكتين هو نمو الإمبراطورية البريطانية، ومنذ البداية كان الشركاء التجاريون الرئيسيون هم المستعمرات البريطانية في قارة أمريكا الشمالية.
عندما تمرد ثلاثة عشر من هذه المستعمرات، دخلت حرب الانفصال، روابط قوية من الدم والتجارة والتاريخ يعني أن معظم البرموديين تعاطف مع المتمردين. ومن المحتمل تماما أنه إذا لم تكن برمودا بعيدة جدا عن الساحل القاري، وأن البحرية الملكية لم تتمتع بالقرب من التفوق على المحيط، فإن برمودا كانت المستعمرة الرابعة عشرة للانضمام إلى التمرد. وبما أن ذلك لم يكن ممكنا، ساعد البرموديون في البداية المستعمرين من خلال بيعها برمودا سلوبس عبر موانئ محايدة لاستخدامها كعمال خاصين. العدد غير واضح، ولكن يبدو أنه كان كبيرا جدا، مع إبلاغ السلطات البريطانية بما يصل إلى ألف، على الرغم من أن هذا العدد من المستحيل بشكل واضح نظرا لمصادر أخرى تشير إلى عدد السفن التي بنيت في برمودا خلال القرن بأكمله مرقمة ألف. ويذكر بعض المؤرخين أن القطاع الخاص الذي قام ببنائه برمودا لعب دورا حاسما في تحقيق الأميركيين للاستقلال. ومع التجارة بين المستعمرات المتمردة وبقية الإمبراطورية المحظورة من كلا الجانبين، واجه البرموديون خطر المجاعة، فضلا عن تدمير تجارتهم. ويعتمد الأمريكيون على برمودا للملح، الذي قدمه سكان الجزر للمتمردين مقابل الغذاء. وأصر الأمريكيون على تلقي البارود. بنيامين فرانكلين وهنري تاكر الأب (عقيد من ميليشيا برمودا، والرئيس السابق لمجلس الملكة الخاص، الذي كان ابنه هنري تاكر، ثم رئيس مجلس الملكة الخاص وصهر الحاكم بريور، وأخرى كان أبنان هما عقيد في ميليشيات فرجينيا وسياسي في إدارة المتمردين)، دربوا سرقة مائة برميل من البارود من مجلة في سانت جورج، والتي تم تزويدها للأميركيين. وفي أعقاب ذلك، أذن الكونغرس القاري بالتجارة مع برمودا (رغم أن هذه التجارة ظلت غير قانونية في برمودا).
مع تقدم الحرب، دون أمل في الانضمام إلى التمرد بسبب قوة البحرية الملكية (في الرسالة التي وجهها إلى البرموديين طلبوا سرقة البارود، كتب جورج واشنطن أننا لا نود أن نكون في حلفك في المعارضة ، من خلال وضعك الخاص ، يجب أن نكون غير قادرين على دعم لكم: - لم نكن نعرف بالتالي إلى أي مدى لإيصال المساعدة الخاصة بك في الاستفادة من هذا العرض)، مع أعداد متزايدة من الموالين الأمريكيين في برمودا (مثل بريجر بريدجر غودريتش)، ومع تقلص الفرص الاقتصادية، تغلب البرموديون على تعاطفهم مع مواطنيهم السابقين وأطلقوا العنان لشركاتهم الخاصة (التي كانت تفوق عدد مستعمرات البر الرئيسي) في منتصف القرن الثامن عشر على الشحن الأميركي. كانت فعالية برمودا على هذا النحو، عندما رفعت الولايات المتحدة دعوى قضائية ضد البريطانيين الخاصين بسبب المضبوطات غير المشروعة في المحاكم البريطانية، وبعد الحرب، كان جزء كبير من الأضرار التي حصلوا عليها من برموديين، مثل حزقيا فريث (على الرغم من ذلك، مع السلطات المحلية المكلفة بجمع هذه الأضرار في التعاطف مع المدعى عليهم، فإن معظم هذه الأضرار لم تدفع أبدا). .
وكانت تداعيات الحرب هي أن بريطانيا فقدت كل قواعدها البحرية القارية بين ماريتيمس وفلوريدا الإسبانية، وفي نهاية المطاف جزر الهند الغربية. وأطلق هذا الأمر برمودا في مكانة جديدة مع حكومة لندن، حيث أن موقعها، الذي يقع بالقرب من منتصف الطريق من نوفا سكوتيا إلى منطقة البحر الكاريبي، قبالة الساحل الأمريكي الأطلسي، سمح للبحرية الملكية بالعمل بشكل كامل في المنطقة، وحماية الطرق التجارية البريطانية، وربما قيادة الساحل الأمريكي الأطلسي في حالة الحرب. إن قيمة برمودا في أيدي أعداء الولايات المتحدة، أو أن تكون بمثابة قاعدة لها، قد تبينها الأدوار التي لعبتها في الحرب الأمريكية عام 1812 والحرب الأهلية الأمريكية. تم تنظيم الحصار على الموانئ الأطلسية من قبل البحرية الملكية خلال الحرب الأولى (وصفت في الولايات المتحدة الأمريكية بأنها حرب الاستقلال الثانية) من برمودا، وأطلقت فرقة العمل التي أحرقت واشنطن العاصمة في عام 1814 من المستعمرة. خلال الحرب الأخيرة، تسليم العدائين الكونفدرالية الحصار الذخائر الأوروبية إلى الموانئ الجنوبية من برمودا، تهريب القطن في الاتجاه المعاكس.
وبالتالي، فإن السمات ذاتها التي جعلت برمودا مثل هذه القاعدة الثمينة للبحرية الملكية (مقرها في شمال الأطلسي وجزر الهند الغربية بعد الحرب العالمية الثانية، يعني أيضا أنه كان مهددا بشكل دائم من قبل الغزو الأمريكي، كما كانت الولايات المتحدة قد أحببت على حد سواء إنكار القاعدة لعدو، واستخدامها كوسيلة لتوسيع دفاعاتها مئات الأميال إلى البحر، والتي لن يحدث "سمسم الحرب العالمية الثانية.
ونتيجة لحامية الجيش النظامية الكبيرة التي أنشئت لحماية المنشآت البحرية، سمح برلمان برمودا للميليشيات البرمودية بالانتهاء بعد نهاية الحرب الأمريكية في عام 1815. ومع ذلك، حدثت تغييرات أكثر عمقا. وكان بناء استقلال الولايات المتحدة في منشآت البحرية الملكية في برمودا يعني أن الأميرالية وضعت اعتمادا أقل على العاملين في برمودا في المنطقة. جنبا إلى جنب مع آثار الدعاوى الأمريكية، وهذا يعني أن النشاط توفي في برمودا حتى عودة قصيرة خلال الحرب الأمريكية عام 1812. مع الموانئ القارية الأمريكية أصبحت الأراضي الأجنبية، تجارة البرمودي التجارة الشحن أصيب بجروح خطيرة. خلال الحرب الأمريكية عام 1812، كان الأمريكيون قد طوروا مصادر أخرى للملح، وانخفضت تجارة الملح في برمودا في الأوقات الصعبة. السيطرة على جزر ترك تركت في نهاية المطاف إلى أيدي عدو برمودا، جزر البهاما، في عام 1819. وقد تسببت صناعة بناء السفن في إزالة الغابات من خشب الارز برمودا مع بداية القرن ال 19. ومع تزايد حجم السفن، تم بناؤها بصورة متزايدة من المعدن، ومع ظهور الطاقة البخارية، ومع انخفاض الفرص التي وجدها البرموديون بشكل كبير للتجارة بسبب استقلالية الولايات المتحدة وزيادة سيطرتها على اقتصاداتها من خلال تطوير الأقاليم، وصناعة بناء السفن في برمودا والبحرية تم اختناق الصفقات ببطء. 
وأصبح الساق الرئيسي في اقتصاد برمودا بنية تحتية للدفاع. حتى بعد أن بدأت السياحة في أواخر القرن التاسع عشر، ظلت برمودا، في أعين لندن، قاعدة أكثر من مستعمرة، وأدى ذلك إلى تغيير في الديناميات السياسية داخل برمودا مع تعزيز روابطها السياسية والاقتصادية مع بريطانيا، فإن استقلالها على المسرح العالمي قد تضاءل. وبحلول نهاية القرن التاسع عشر، باستثناء وجود المنشآت البحرية والعسكرية، كان يعتقد برمودا من قبل غير البرموديين والبرموديين على حد سواء هادئة، ريفي الظهر، تماما على خلاف مع الدور الذي لعبه في تطوير العالم الأطلنطي الناطقة بالانكليزية، وهو التغيير الذي بدأ باستقلال أمريكا.

## قاعدة البحرية العسكرية
بعد فقدان موانئ بريطانيا في ثلاثة عشر من مستعمراتها القارية السابقة، كانت برمودا تستخدم أيضا كنقطة توقف بين كندا والممتلكات البريطانية في منطقة البحر الكاريبي، وفرضت بروزا استراتيجيا جديدا للبحرية الملكية. أصبح هاميلتون، وهو ميناء مركزي يقع في عام 1790، مقر الحكومة في عام 1815. وكان هذا جزئيا نتيجة للبحرية الملكية بعد أن استثمرت اثني عشر عاما، بعد الاستقلال الأمريكي، في رسم الشعاب المرجانية في برمودا. وقد فعلت ذلك من أجل تحديد موقع قناة المياه العميقة التي يمكن أن تصل بها الشحنات إلى الجزر الواقعة في الغرب والصوت العظيم الذي بدأت في الحصول عليه بهدف بناء قاعدة بحرية. ومع ذلك، فإن هذه القناة أيضا منح الوصول إلى ميناء هاميلتون.
مع تراكم المؤسسة البحرية الملكية في العقود الأولى من القرن 19th، تم بناء عدد كبير من التحصينات والبطاريات العسكرية، وعدد من وحدات المشاة والمدفعية والدعم العادية التي تتألف من حامية الجيش البريطاني زادت باطراد. وقد ثبت أن الاستثمار في البنية التحتية العسكرية من قبل مكتب الحرب غير مستدام، وسوء الفكر، مع عدد قليل جدا من المدفعية الرجال المتاحة للإنسان مئات البنادق المخلوطة. تم التخلي عن العديد من الحصون، أو إزالتها من الاستخدام، بعد فترة وجيزة من البناء. في أعقاب حرب القرم، كان الاتجاه نحو تقليص الحاميات العسكرية في مستعمرات مثل برمودا، لأسباب اقتصادية جزئيا، وجزئيا أصبح من المعترف به أن السفن البحرية الملكية الخاصة يمكن أن توفر دفاعا أفضل لحوض السفن، وبرمودا. ومع ذلك، فإن الموقع الاستراتيجي المهم لبرمودا يعني أن الانسحاب، الذي بدأ، على الأقل في نية، في 1870s، نفذت ببطء شديد على مدى عدة عقود، واستمرت حتى بعد الحرب العالمية الأولى. لم يتم سحب وحدات الجيش النظامي الماضي حتى إغلاق حوض السفن نفسه في 1950s. ولكن في الستينيات من القرن التاسع عشر، أدى التراكم الكبير للبنية التحتية البحرية والعسكرية إلى جلب أموال حيوية إلى برمودا في الوقت الذي كانت فيه الصناعات البحرية التقليدية تفسح المجال أمام هدم هياكل الصلب والدفع بالبخار. كما قدمت الحرب الأهلية الأمريكية، بإيجاز، شوطا متقدما في الاقتصاد المحلي. وسوف تتطور الصناعات السياحية والزراعية في النصف الأخير من القرن التاسع عشر. ومع ذلك، كانت البنية التحتية الدفاعية التي شكلت منصة مركزية للاقتصاد في القرن 20th.

## حرب الأنجلو-البوير
خلال حرب الأنجلو-بور (1899-1902)، استقبلت برمودا وإيواء ما مجموعه 5000 أسير حرب بوير على خمس من جزرها. وقد وضعوا في الاعتبار آراءهم وتقييم السلطات للمخاطر. و «المرتزقة» (أفريكانز: بيتريندرس)، الرجال الذين رفضوا التمسك بالولاية البريطانية، كانوا محتجزين في جزيرة داريل وحرسوا عن كثب. وقد سمح للجزر الأخرى بأن تكون ذات حكم ذاتي تقريبا: فقد احتجزت جزيرة مورغان 884 رجلا، من بينهم 27 ضابطا؛ عقدت جزيرة تاكر 809 سجناء بور، جزيرة بيرت كان 607، وعقدت جزيرة بورت 35

ففي يونيو 1901، ذكرت صحيفة نيويورك تايمز محاولة تمرد من قبل 900 أسير حرب بور في طريقها إلى برمودا على الأرمن، مشيرا إلى أنه تم قمعها. ووصفت إعداد المخيمات للرجال وقالت إن الأحكام العرفية ستحمل على جزيرة داريل. وحدثت عدة حالات هروب بعد وصولهم بفترة وجيزة. نجا جندي من بوير الشباب من جزيرة داريل بعد وصوله مباشرة، ووصل إلى الأرصفة الرئيسية، وتخلص بعيدا عن الباخرة ترينيداد، ووصل إلى نيويورك 9 يوليو. واعرب عن امله في السماح له بالبقاء في الولايات المتحدة. وقد فر ثلاثة من أسرى الحرب في 10 تموز / يوليه من جزيرة داريل إلى برمودا في البر الرئيسي.

## السياحة
السياحة في برمودا وضعت لأول مرة في العصر الفيكتوري، تلبية لنخبة ثرية تسعى للهروب من شتاء أمريكا الشمالية. كما جاء العديد منهم أملا في العثور على الأرستقراطيين الشباب بين ضباط قوات الحامية والقاعدة البحرية الذين قد يتزوجون بناتهم. وسرعان ما استغل موظفو الفنادق المحليين هذا الأمر، ونظموا العديد من الرقصات والتجمعات خلال «الموسم»، الذي أعطي له ضباط عسكريون وبحريون دعوة شاملة.
ونظرا إلى أن ثلث قوة برمودا العاملة في البحر في أي وقت من الأوقات، وإلى كثير من هؤلاء البحارة يستقرون في مكان آخر، خاصة مع بدء معاناة الصناعة البحرية في برمودا، فقد لوحظ أن المستعمرة كانت تعاني من نسبة عالية من النساء غير المتزوجات القرن العشرين. وكان العديد من النساء البرموديات يدينن تقليديا ضباطا بحريا أو عسكريين. ومع وصول السياحة، اضطرت الشابات المحليات إلى التنافس مع الفتيات الأمريكيات. وقد غادرت معظم نساء برمودا اللواتي تزوجن ضباطا برمودا عندما كان أزواجهن متمركزين في أماكن أخرى. تزوج الرجال من البرموديين، وكثير منهم بقوا في برمودا عندما غادروا الجيش.
وفي أوائل القرن العشرين، ومع تطور أنظمة النقل والاتصالات الحديثة، بدأت صناعة السياحة في برمودا في التطور والازدهار. أصبحت الجزيرة مقصدا شعبيا لطائفة أوسع من السياح الأثرياء والكنديين والبريطانيين. وبالإضافة إلى ذلك، فإن التعريفة التي فرضتها الولايات المتحدة ضد شركائها التجاريين في عام 1930 قطعت تجارة الصادرات الزراعية في برمودا التي كانت مزدهرة في الماضي، وهي أساسا خضروات طازجة لتحفيز الولايات المتحدة على بذل المزيد من الجهود لتطوير صناعة السياحة،
وبدأت الخطوط الجوية الإمبراطورية والخطوط الجوية الأمريكية على حد سواء الطيران إلى برمودا في 1930s (في ذلك الوقت أصبح الصيف أكثر أهمية للسياح الذين يزورون أكثر إيجازا). لم يكن حتى بعد الحرب العالمية الثانية، عندما تم بناء أول مطار للطائرات البرية وظهور عصر جت، أن السياحة أدركت تماما إمكاناتها.

## الحروب العالمية
أرسلت برمودا قوات متطوعين للقتال في أوروبا مع الجيش البريطاني. وقد عانوا من خسائر فادحة.
وخلال الحرب العالمية الثانية، زادت أهمية برمودا كقاعدة عسكرية بسبب موقعها على طريق الشحن عبر المحيط الأطلسي الرئيسي. لعب حوض السفن البحري الملكي في جزيرة أيرلندا دورا مماثلا لدورها خلال الحرب العالمية الأولى، حيث أشرف على تشكيل قوافل عبر الأطلسي تتألف من مئات السفن. وحافظت الحامية العسكرية، التي تضم أربع وحدات إقليمية محلية، على حراسة ضد هجمات محتملة للعدو على الجزيرة.
من عام 1939، عملت البحرية الملكية الكندية (رن) مع رن لإنشاء برنامج تدريب ضد الغواصات في ثكنة كازاماتيس. في مايو 1940 طلب من كندا تقديم الدعم للحامية، مع شركة واحدة من وينيبيغ غريناديس الإبحار من هاليفاكس لتخفيف شركة من المشاة شروبشاير الملك الخفيفة. تم حشد شركة المشاة الخاصة التابعة لبيكتو هايلاندرس في 10 سبتمبر 1942 للخدمة في برمودا من 12 نوفمبر 1942. في عام 1944 أنشأت رن قاعدة تدريب في قاعدة البحرية الملكية السابقة في خليج كونفيكت، سانت جورج، وذلك باستخدام الشاطئ مرفق اسمه همكس جزر سومرز. تم إغلاق جزر سومرز إسلس في عام 1945، وغادرت القوات الكندية برمودا (مؤقتا) في عام 1946.
في عام 1941، وقعت الولايات المتحدة على اتفاقية الإقراض مع المملكة المتحدة، وإعطاء الفائض البريطاني المدمرات البحرية الأمريكية في مقابل حقوق التأجير لمدة 99 عاما لإنشاء قواعد بحرية وجوية في بعض الأراضي البريطانية. على الرغم من عدم تضمينها في هذه التجارة، منحت ونستون تشرشل الولايات المتحدة مماثلة إيجار لمدة 99 عاما «بحرية وبدون اعتبار» في كل من برمودا ونيوفاوندلاند. (إن الاعتقاد السائد بأن القواعد البرمودية كانت جزءا من التجارة غير صحيحة). إن ميزة بريطانيا في منح هذه الحقوق الأساسية هي أن الولايات المتحدة المحايدة قد تحملت مسؤولية أمن هذه الأراضي بشكل فعال، وتحرير القوات البريطانية لنشرها النهايات الأكثر وضوحا للحرب. وتنص شروط الحقوق الأساسية الممنوحة لبرمودا على أن يستخدم المطار الذي شيدته الولايات المتحدة بالاشتراك مع سلاح الجو الملكي. .
وكانت قواعد برمودا تتألف من 5.8 كيلومتر مربع (2.2 ميل مربع) من الأراضي، المستصلحة إلى حد كبير من البحر. وكان مطار القوات الجوية الأمريكية، فورت بيل (في وقت لاحق، قاعدة القوات الجوية الأمريكية كيندلي الميدان، وفي وقت لاحق لا يزال، الولايات المتحدة البحرية البحرية محطة برمودا) كان في جزيرة سانت ديفيد، في حين أن قاعدة العمليات البحرية، محطة جوية البحرية للقوارب تحلق دورية بحرية، (الذي أصبح مرفق محطة الطيران البحرية بعد العمليات الجوية البحرية الأمريكية نقل إلى) كان في الطرف الغربي من الجزيرة في الصوت العظيم. وانضمت هاتان المحطتان إلى محطتين جويتين أخريين تعملان بالفعل في برمودا، والمطار المدني قبل الحرب في جزيرة داريل، الذي استولى عليه سلاح الجو الملكي، والمحطة الجوية الملكية للذخيرة الجوية التابعة لسلاح الجو التابع لشركة فليت إير، وهي جزيرة مالابار، في جزيرة بواز.

## التاريخ الحديث

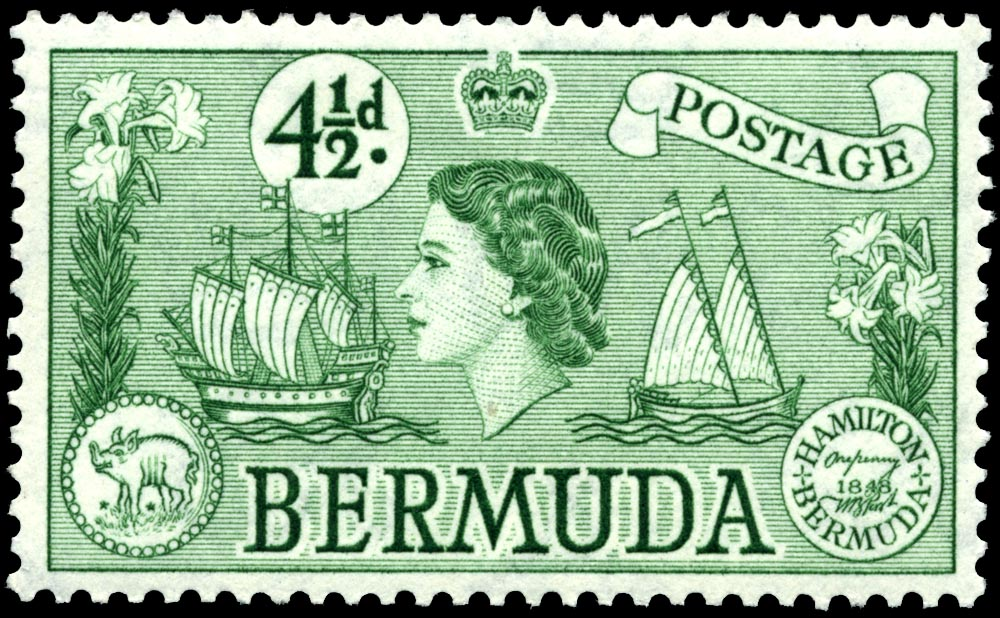
الطوابع البريدية مع صورة الملكة إليزابيث الثانية, 1953

وقد ازدهرت برمودا اقتصاديا منذ الحرب العالمية الثانية، وتطورت إلى مركز مالي خارجي ناجح للغاية. وعلى الرغم من أن السياحة لا تزال هامة لاقتصاد برمودا، إلا أنها ظلت لمدة ثلاثة عقود في المرتبة الثانية للأعمال التجارية الدولية من حيث الأهمية الاقتصادية للجزيرة.
وفي 10 آذار / مارس 1973، اغتيل حاكم الجزيرة السير ريتشارد شاربليس مع مساعده في المخيم. كما قتل كلب الحاكم. وقد ثبت أن إرسكين بوروس مذنب في هذا الاغتيال. أعقبه شنقا، في 2 ديسمبر 1977 أعقبه ثلاثة أيام من أعمال الشغب.
وعلى الرغم من أن برمودا قد صنفت كمستعمرة ذاتيا منذ عام 1620، فإن الحكم الذاتي الداخلي عززه إنشاء دستور رسمي في عام 1968، وإدخال حق الاقتراع العام للبالغين؛ تلا ذلك النقاش حول الاستقلال، على الرغم من أن استفتاء عام 1995 للاستقلال قد هزم بشكل سليم. وبالنسبة للكثيرين، فإن استقلال برمودا سيعني القليل من الالتزام بموظفي البعثات والسفارات الأجنبية في جميع أنحاء العالم، وهو ما يشكل التزاما ثقيلا بالنسبة لسكان برمودا الصغار، وفقدان جوازات السفر البريطانية (التي يمكن أن تحد بشدة من السفر، حتى سمعت من برمودا قليلا، ويمكن أن تنظر المسافرين بالريبة). ومن الشواغل الأخرى التي أثارت رأسها خلال حرب الخليج عام 1991، فقدان الحماية التي وفرتها البحرية الملكية، وخاصة إلى العدد الكبير من السفن التجارية في سجل الشحن البحري في برمودا. ومن غير المرجح أن تكون حكومة برمودا قادرة على توفير الحماية البحرية لناقلات النفط التي ترفع الخليج العربي، أو غيرها من المياه الخطرة. وفي الوقت الحالي، تستطيع برمودا الاستفادة من وضعها كجزء من المملكة المتحدة لجذب مشغلي الشحن البحري إلى سجلها، على الرغم من أنها لا تسهم في ميزانية البحرية. ومع الاستقلالية، كان يخشى أن يختفي جزء كبير من الأموال المتدفقة حاليا إلى خزائن حكومة برمودا. فالحكومة الحالية تعزز الاستقلال - عن طريق انتخابات عامة (أي أن حكومة اليوم ستكون لها سلطة تقرير ما إذا كانت ستذهب مستقلة أم لا) بدلا من الاستفتاء (تصويت مباشر من قبل الشعب) - من خلال إنشاء لجنة للتحقيق (على الرغم من أن اللجنة معدة بشكل خاص بأعضاء الحزب، وبدون تمثيل من حزب المعارضة). هذا الموقف يتم دعمه من قبل الأمم المتحدة، التي أرسلت وفودا إلى الجزيرة تدعي أن برمودا يتم قمعها من قبل البريطانيين. 
واعتبارا من 1 أيلول / سبتمبر 1995، أغلقت القواعد العسكرية الأمريكية؛ وأغلقت القواعد البريطانية والكندية في الجزيرة في نفس الوقت تقريبا. وأدت المسائل التي لم تحل بعد المتعلقة بانسحاب القوات الأمريكية في عام 1995 - التي تتصل في المقام الأول بالعوامل البيئية - إلى تأخير عودة الأراضي الأساسية إلى حكومة برمودا رسميا. وعادت الولايات المتحدة رسميا الاراضى الاساسية في عام 2002.
وتعرضت الجزيرة لضرر كبير من إعصار فابيان في عام 2003. كما أصيب إعصار برثا في تموز / يوليه 2008، وإعصار فاي وغونزالو في تشرين الأول / أكتوبر 2014، وإعصار جواكين في تشرين الأول / أكتوبر 2015، وإعصار نيكول في تشرين الأول / أكتوبر 2016.